# Upton Bishop
Upton Bishop – wieś w Anglii, w hrabstwie Herefordshire. Leży 19 km na południowy wschód od miasta Hereford i 172 km na zachód od Londynu.